# 馬賈羅沃市鎮

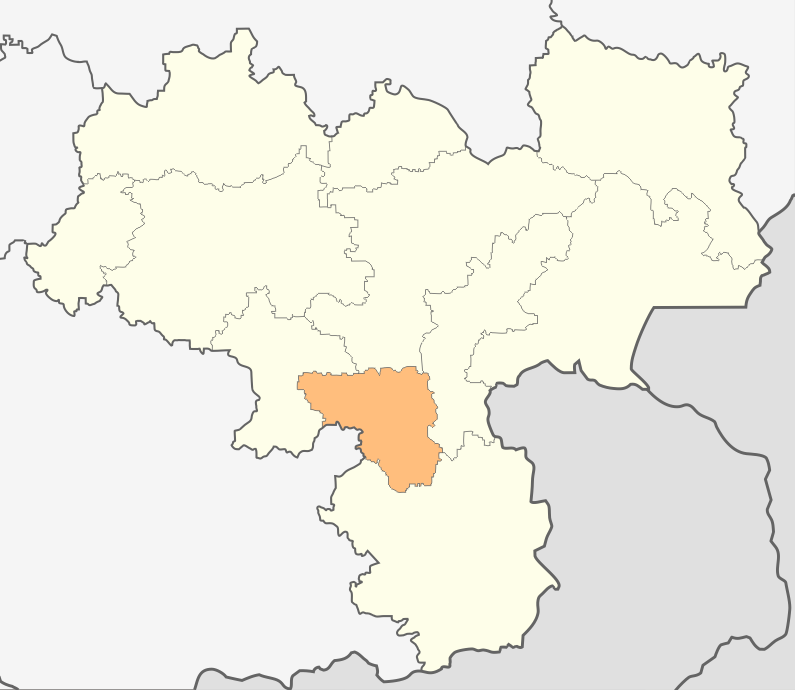

馬賈羅沃市，是保加利亞的城鎮，位於該國南部，由哈斯科沃州負責管轄，首府設於馬賈羅沃，面積247平方公里，2011年人口1,665，人口密度每平方公里6.74人。
41°38′N 25°52′E / 41.633°N 25.867°E